# Maldanella capensis
Maldanella capensis är en ringmaskart som beskrevs av Francis Day 1961. Maldanella capensis ingår i släktet Maldanella och familjen Maldanidae. Inga underarter finns listade i Catalogue of Life.